# Beleg van Uxellodunum
Het Beleg van Uxellodunum was een van de laatste fases van de Gallische Oorlog. Het vond plaats in 51 v.Chr. bij Uxellodunum in de streek van Cahors in de huidige Franse regio Occitanië. Het was de laatste grote militaire confrontatie van de Gallische Oorlog en luidde het begin aan van de pacificatie van Gallië onder Romeins gezag. De slag resulteerde in een beslissende Romeinse overwinning.

## Acties voorafgaand aan het beleg
Lucterius, het stamhoofd van de Cadurci, en Drappes, het stamhoofd van de Senones, hadden zich teruggetrokken op het heuvelfort Uxellodunum om veilig te zijn in de fortificaties tot het proconsulschap van Julius Caesar in Gallië afgelopen was. De groep had blijkbaar een nieuwe opstand tegen de Romeinen gepland. Uxellodunum was sterk verdedigd, zowel dankzij zijn natuurlijke positie (het omsloeg de volledige heuvel waarop het gebouwd was) als dankzij de indrukwekkende fortificaties die gebouwd waren door de stam van de Cadurci. Daarbij werd nog een zijde van het fort verdedigd door een bergflank, wat een aanval vanuit die richting voorkwam. Om deze redenen was het onmogelijk om dit fort te belegeren zoals de Romeinen hadden gedaan bij het Beleg van Alesia, het jaar daarvoor. 
De legaat die het gezag had over de gebieden rond Uxellodunum, Gaius Caninius Rebilus, die wist dat zijn twee legioenen angstig waren om dat fort te belegeren, verdeelde zijn leger in drie kampen in de gebieden rond het fort waar het terrein hoog genoeg was om er zeker van te zijn dat elke poging van de Galliërs om te ontsnappen uit het fort onsuccesvol zou zijn. Op deze manier probeerde hij om de stad volledig af te sluiten. 

### Gallische blunders

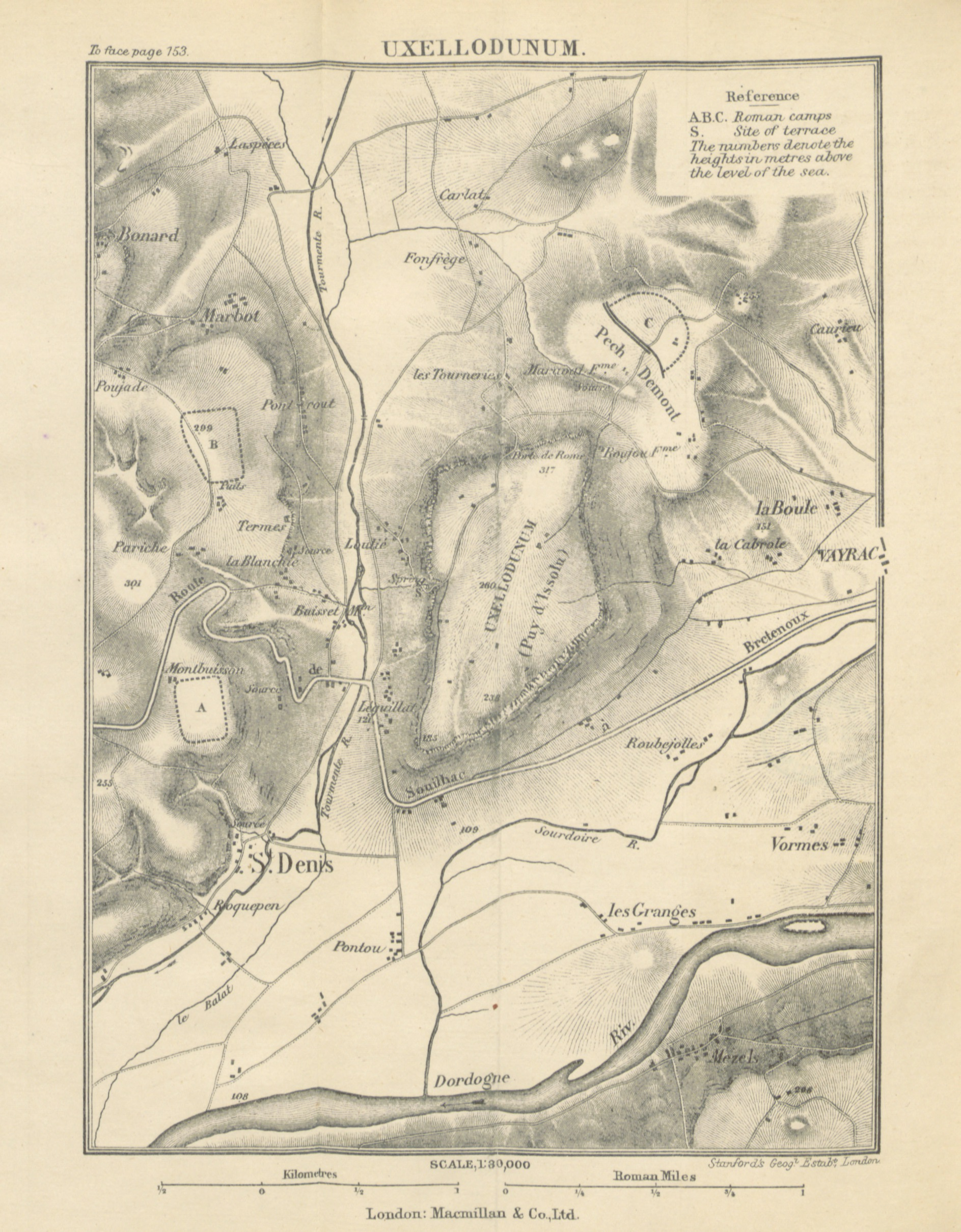
Een kaart van het beleg.

De Galliërs die gevangen zaten in het oppidum (de term voor fortvestingen zoals Uxellodunum) en hun lessen hadden getrokken uit de ramp bij Alesia (waar Lucterius aanwezig was geweest) maakten plannen om het fort te verlaten in de nacht om voedsel te verzamelen. Lucterius en Drappes lieten een garnizoen van ongeveer 2.000 man achter in Uxellodunum, terwijl zijzelf met de rest van het leger over de muren klommen om te gaan foerageren. Enkelen van de lokale Galliërs van de stam der Cadurci gaven de rebellen graag voorraden, maar een groot deel van het proviand werd ingenomen met geweld. Daarna probeerden de Galliërs langs de Romeinse forten te glippen, maar ze werden gezien. Caninius Rebilus stuurde, nadat hij hen opgemerkt had, het grootste deel van zijn legioenen naar de Galliërs. Lucterius, die de leiding had over de groep Galliërs vluchtte onmiddellijk weg met zijn eigen troepen zonder Drappes hierover in te lichten. 
Caninius Rebilus liet een van zijn legioenen achter om de drie kampen te verdedigen, terwijl hijzelf en de rest van zijn soldaten zich verzamelden om Drappes te achtervolgen. Hij kon Drappes gevangennemen en liet hem executeren. De rest van de Galliërs werd allemaal afgeslacht, en enkele bronnen zeggen dat er wel 12.000 Galliërs gedood werden.
Omdat hij wist dat er geen verdere Gallische versterkingen zouden komen om Uxellodunum te helpen door de blunders van Lucterus en Drapus, begon Caninius Rebilus de belegeringswerken rond Uxellodunum verder te versterken. Kort daarna kwam Gaius Fabius, een andere legaat van Caesar die de taak had gekregen om de Senones te onderwerpen en dit net had bereikt dankzij zijn overwinning in de slag aan de Loire, samen met 25 cohorten (ongeveer twee en een half legioen) aan. Deze versterkingen zorgde ervoor dat de Romeinen nu vier en een half legioen hadden (ongeveer 22.500 man), wat genoeg was om voldoende belegeringswerken te maken en om het fort volledig te omcirkelen.

## Aankomst van Caesar en de Gallische watervoorzieningen
Terwijl deze gebeurtenissen zich voltrokken bevond Julius Caesar zich in het gebied van de Belgae. Daar werd hij geïnformeerd per koerier over de opstand van de Carduci en de Senones. Omdat hij vastbesloten was om ervoor te zorgen dat er geen opstanden meer zouden zijn in Gallië na het einde van zijn termijn als gouverneur, ging Caesar onmiddellijk naar Uxellodunum met al zijn cavalerie, terwijl hij zijn legioenen achterliet, ook al hadden de twee legaten de situatie onder controle. Caesar kwam zo snel aan bij Uxellodunum dat de legaten verrast waren. 
Caesar dacht dat de stad niet ingenomen kon worden door een stormaanval. Dit was een probleem voor de Romeinen omdat deserteurs hen hadden verteld dat de stad een overvloedige voedselvoorraad had, ondanks de blunders van Lucterius en Drapes. Daarom besloot Caesar om de watervoorziening van de stad af te sluiten. Het terrein van het fort was echter zo dat het onmogelijk was om de rivier naar een andere plaats dan naar Uxellodunum te leiden, want het water vloeide bijna onmiddellijk vanuit de berg in de vallei net voor Uxellodunum, waardoor het graven van afleidingskanalen onmogelijk was. Caesar had echter opgemerkt dat ook de Galliërs moeite hadden met het verzamelen van water, omdat ze een zeer steile helling moesten afgaan om de oever van de rivier te bereiken. Om deze mogelijke zwakheid in de verdediging uit te buiten plaatste Caesar boogschutters en ballistae bij de rivier om de Galliërs het onmogelijk te maken om nog water uit de rivier te gaan halen. 
Wat Caesar echter meer problemen bezorgde was dat er een tweede bron vanuit de berg onmiddellijk onder de muren van het fort vloeide. Het leek bijna onmogelijk om de toegang tot deze bron te blokkeren. Het terrein was erg ruw en het zou niet haalbaar zijn om dat stuk met een stormaanval te veroveren. Caesar had de precieze plaats van de bron te horen gekregen. Met deze kennis beval hij zijn ingenieurs om een schans uit aarde en steen te bouwen die een belegeringstoren zou kunnen ondersteunen die gebruikt zou worden om de bron te bombarderen. Ondertussen liet hij een andere groep ingenieurs een tunnel graven die uitkwam bij dezelfde bron.

## De slag
De Galliërs, die bang waren voor de belegeringstoren, vielen hem onmiddellijk aan en staken hem in brand terwijl ze hem bleven bestoken met projectielen om ervoor te zorgen dat de Romeinen het vuur niet konden doven. Daarom zond Caesar een aanval over de schans als afleidingsmanoeuvre. Na het gevecht op de schans gewonnen te hebben beval Caesar zijn legioenen om hun oorlogskreet te roepen om zo de Galliërs te laten denken dat er een directe aanval op de muren zou komen. De Galliërs stopten daarom hun aanvallen op de belegeringstoren en bemanden hun muren. 
Kort daarna bereikten de ingenieurs die de tunnel groeven de bron en konden de Galliërs van hun waterbron afsnijden, waardoor de Galliërs zich moesten overgeven.

## Nasleep en vergeldingen
Caesar accepteerde de Gallische overgave. Hij besliste echter om een voorbeeld te stellen zodat dit de laatste Gallische opstand zou zijn. Hij besliste niet om alle overlevenden als slaven te verkopen, zoals gewoonlijk was bij slagen uit die tijd, maar hij beval dat de handen van alle mannen die oud genoeg waren om te vechten afgehakt moesten worden. Daarna verspreidde hij de verslagen Galliërs over de volledige provincie. Ze konden nooit meer de wapens opnemen tegen hem of tegen de Romeinse Republiek.
Daarna nam Caesar twee van zijn legioenen in de zomer mee naar Aquitanië, waar hij nog niet geweest was. Hij kwam kort door de stad Narbo Martius in de Romeinse provincie Gallia Transalpina, het latere Gallia Narbonensis en marcheerde naar Nemetocenna, het huidige Arras. Omdat hij dacht dat Gallië volledig gepacifieerd was en er geen verdere opstanden meer kwamen, nam Caesar het dertiende legioen mee naar Italië, waarmee hij op 10 januari 49 v. Chr. de Rubicon overstak en zo de burgeroorlog startte.